# Parosphromenus
Parosphromenus Bleeker, 1877, è un genere di pesci d'acqua dolce, appartenente alla famiglia Osphronemidae, sottofamiglia Macropodusinae.

## Descrizione
Sono pesci minuti: le dimensioni si attestano sui 2,5-3 cm; unica eccezione sono Parosphromenus filamentosus e P. nagyi che raggiungono i 4 cm.

## Acquariofilia
Sebbene non diffuse in commercio, alcune specie sono allevate da appassionati.

## Specie
Al genere appartengono 20 specie:
- Parosphromenus alfredi
- Parosphromenus allani
- Parosphromenus anjunganensis
- Parosphromenus bintan
- Parosphromenus deissneri
- Parosphromenus filamentosus
- Parosphromenus gunawani
- Parosphromenus harveyi
- Parosphromenus linkei
- Parosphromenus nagyi
- Parosphromenus opallios
- Parosphromenus ornaticauda
- Parosphromenus pahuensis
- Parosphromenus paludicola
- Parosphromenus parvulus
- Parosphromenus phoenicurus
- Parosphromenus quindecim
- Parosphromenus rubrimontis
- Parosphromenus sumatranus
- Parosphromenus tweediei